# Sulfato de césio
Sulfato de césioé um sal de césio cujo ânion é o sulfato. O composto é utilizado para preparar soluções aquosas de alta densidade para uso em centrifugação isotópica por causa de seu alto gradiente de densidade.